# Изгои (роман)
Изгои (англ. The Outsiders) — роман, написанный американской писательницей С. Е. Хинтон (S. E. Hinton), впервые опубликованный в 1967 году в издательстве Viking Press. Писательница начала работу над ним в 15 лет и закончила в 18. Изгои — свидетельство о тяжелом времени в жизни четырнадцатилетнего подростка Понибоя Кёртиса (Ponyboy Curtis). Это повествование о классовом неравенстве, братской любви, дружбе и взрослении, вписанное в историю конфликта двух молодёжных банд, члены которых занимают разные ступени социальной лестницы.

## Сюжет
Повествование ведётся от имени Понибоя Кёртиса, который вместе со старшими братьями Дэррелом и Содапопом входит в состав молодёжной банды. Братья потеряли родителей в результате автомобильной катастрофы, и старший, Дэррел, старается заменить младшим отца, отказавшись от обучения в колледже, чтобы устроиться на работу. Содапоп также был вынужден бросить школу, чтобы принести в осиротевшую семью немного денег.
Группировка, в которую они входят, называется «гризеры» (англ. greasers) по жаргонному названию геля для волос. Противостоят им «соуши» (англ. Socs), дети из более обеспеченных семей. Хотя название романа «Изгои» относится скорее к гризерам, обе группы, по сути являются аутсайдерами, ограниченными социально-экономическими рамками.
В определённые моменты герои начинают понимать, что пропасть, разделяющая членов двух группировок, не делает их разными людьми. Понибой и его друг Джонни знакомятся с двумя девушками из соуш. Короткое общение за то время, как девушек провожали домой, даёт герою возможность осознать, что те — такие же люди с такими же проблемами. Однако факт их встречи вызывает ревность со стороны постоянных парней встреченных Понибоем и Джонни девушек. В очередной стычке Джонни, обороняясь и защищая друга, убивает одного из соушей.
Опасаясь мести друзья убегают из города и скрываются в заброшенной церкви. Дни, которые они проводят там вдвоем, открывают читателю новые черты в испорченных улицей подростках. Несмотря на жестокий мир вокруг они не потеряли способности восхищаться красотой восхода. Ребята перечитывают «Унесённых ветром», Понибой рассказывает Джонни стихотворение Роберта Фроста «Ничто не остаётся золотым».
Связь с ними поддерживает старший друг Даллас. Собравшись в закусочной, они решают вернуться и попробовать уладить проблему с властями, однако на обратном пути видят церковь, объятую пламенем, вероятно, по вине самих подростков, которые перед уходом не затушили сигареты. Выясняется, что в горящей церкви оказались дети. Понибой и Джонни устремляются внутрь, чтобы спасти их. Это им удаётся, но Джонни оказывается прижатым обвалившейся кровлей. Даллас спасает его.
Все трое оказываются в больнице, но серьёзную травму получил только Джонни. У него перелом позвоночника, ожоги третьей степени, шок. Тем временем конфликт между группировками усиливается, назначается место встречи для большой драки. Однако как со стороны гризеров, так и со стороны соуш всё больше появляется тех, кто начинает понимать бессмысленность и бесперспективность противостояния. Многие, в том числе и друг убитого, отказываются от мести.
Драка всё же происходит, гризеры побеждают, но возвращение в больницу к Джонни с радостной вестью не воодушевляет того. Джонни, как и многие, устал от конфликта, он заявляет, что «драки не принесут добра». Джонни при смерти. Обращаясь к Понибою, он произносит, вероятно, самую запоминающуюся фразу в книге: «Оставайся золотым, Понибой, оставайся золотым», — возвращаясь к тем дням, что они вместе провели в церкви, любуясь восходами и читая стихи.
Известие о смерти Джонни шокирует всех членов банды, но вскоре их настигает весть о смерти ещё одного друга. Даллас был застрелен полицейскими. Настигнутый погоней, он вытащил разряженный пистолет и навёл его на служителей порядка. Понибой понимает, что Даллас сам хотел умереть после того, как потерял, по сути, единственного человека, которого любил и о котором заботился — Джонни.
Тем временем суд оправдывает Джонни, признав, что он убил соуш в рамках допустимой самообороны. Понибой находит записку в книге «Унесённые ветром», которую вернули из больницы, письмо от Джонни, где тот обращается к нему. Джонни пишет, что стихотворение Фроста призывает ценить те вещи, которые в юности кажутся тебе замечательными.
В качестве последнего шанса перейти в следующий класс Понибой получает от учителя английского задание написать автобиографическое сочинение, которое Понибой начинает теми словами, с каких началась книга: «Когда я вышел на яркий свет из тёмного кинозала, в голове крутились две мысли: Пол Ньюман и как добраться домой…»

## Фильм
Фильм по роману «Изгои» был снят в 1983 году. Режиссёр — Фрэнсис Форд Коппола. Для целого ряда молодых актёров он стал успешным стартом в мир большого кино. В 2005 фильм был выпущен вновь, дополненный 22 минутами, не вошедшими в экранную версию фильма.

## На русском языке
Хинтон С. Э. Изгои / пер. А. Завозовой. М.: Livebook, 2017.